# Hibrildes crawshayi
Hibrildes crawshayi is een vlinder uit de familie Eupterotidae. De wetenschappelijke naam van deze soort is voor het eerst geldig gepubliceerd in 1896 door Butler.
De soort komt voor in tropisch Afrika.